# Mięso oddzielane mechanicznie

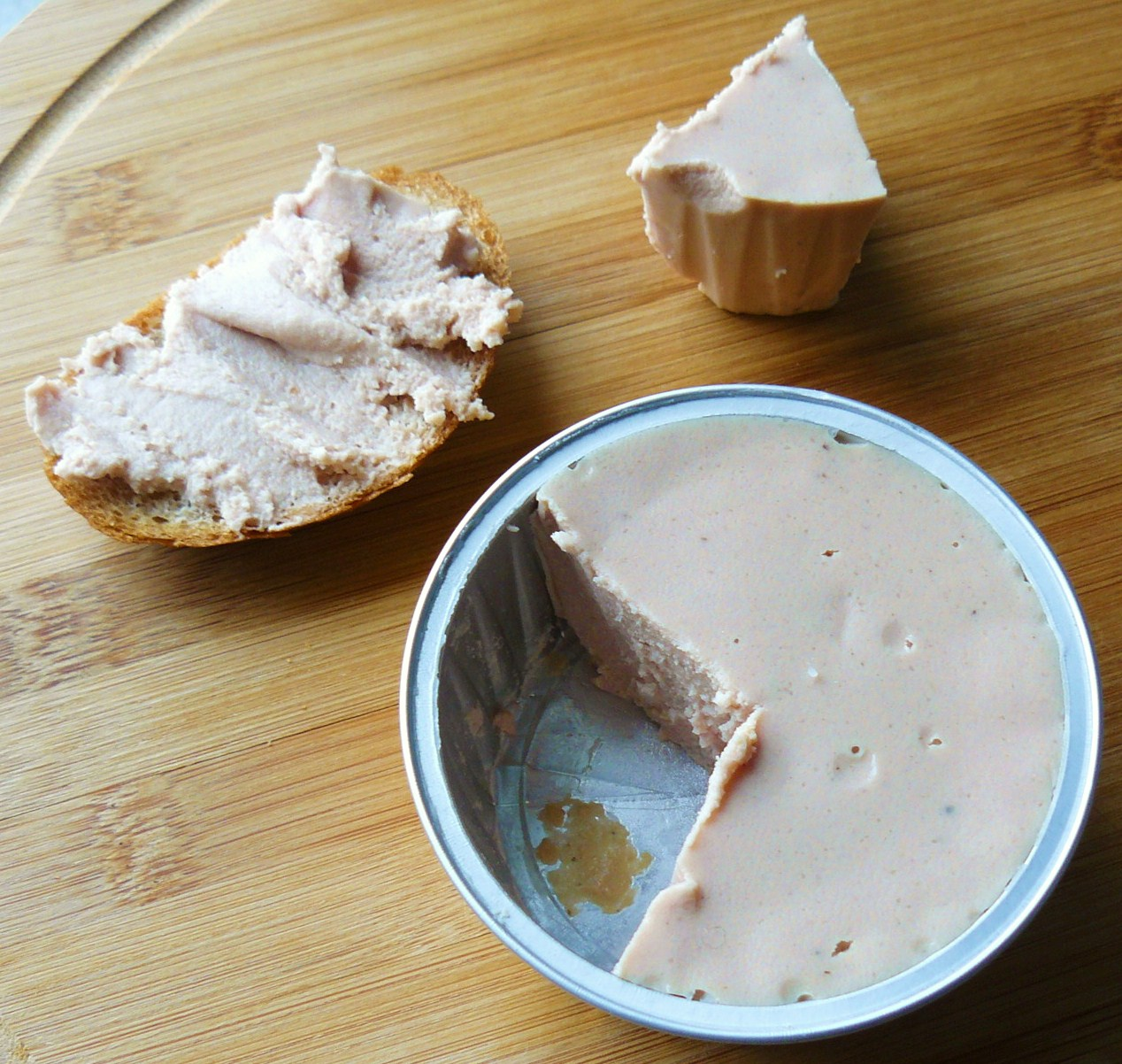
Tani polski pasztet przemysłowy, wyprodukowany bez użycia mięsa innego niż MOM. Skład produktu: MOM – 19,4%, skóry z kurcząt – 26,6%, wątroba kurza – 2,4%, woda, kasza manna, białko i skrobia sojowe, sól, przyprawy i ekstrakty z przypraw, cebula suszona, aromaty, emulgatory, białka mleka, glukoza, maltodekstryna, wzmacniacz smaku i stabilizator

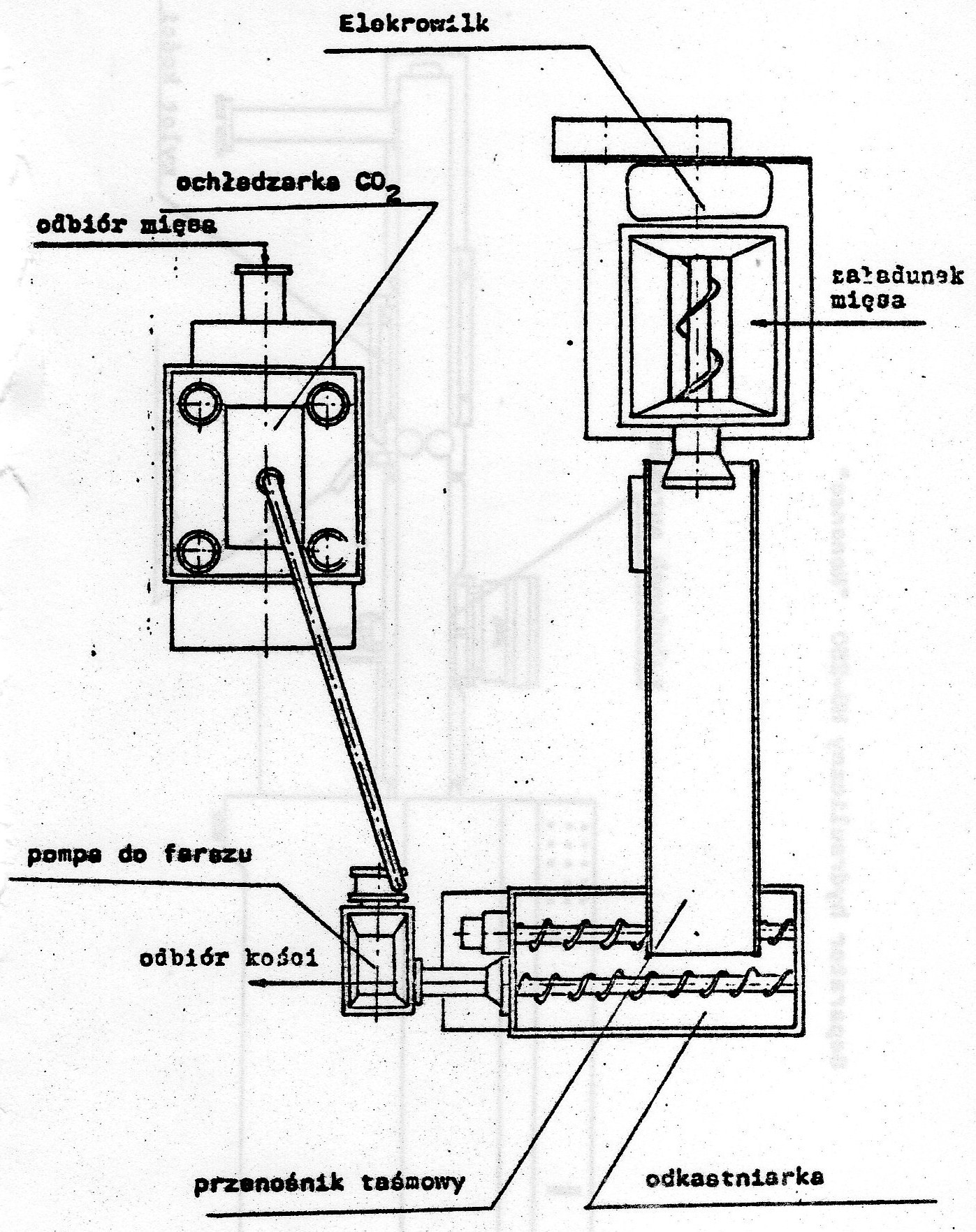
Pierwsza używana w Polsce maszyna do produkcji MOM z mięsa zwierząt rzeźnych – Beehive AUX-70 Stinger

Mięso oddzielane mechanicznie (MOM, wcześniej w Polsce: mięso mechanicznie odkostnione, mechaniczne odmięśnianie kości) – rozdrobniona surowa masa mięsno-tłuszczowa otrzymana z elementów zwierzęcych (np. tusz drobiowych), przeznaczana jako składnik surowcowy do produkcji przetworów mięsnych, poddawanych dalszej obróbce cieplnej.

## Historia

### Świat
Popularność MOM związana była z rosnącym w społeczeństwach konsumpcyjnych połowy XX wieku popytem na drób, co wiązało się z powstawaniem dużej liczby odpadów – szkieletów zawierających znaczne ilości mięsa i tłuszczu. Pojęcie wprowadzono w latach 60. XX wieku. Wtedy to pierwsze narzędzie do produkcji MOM, czyli odkostniarkę (także odkostniarka-separator), wprowadziła na rynek firma Sthepan Poli Manufacture Co. Maszyna ta inspirowana była wcześniejszymi urządzeniami do filetowania ryb.

### Polska
W Polsce pierwsze doświadczenia z produkcją MOM z mięsa drobiowego odbyły się w 1975. Uruchomiono wtedy importowane maszyny do tego celu w kilku zakładach drobiarskich. W zakresie odkostniania mięsa zwierząt rzeźnych pierwsze próby odbyły się we wrześniu 1976 w Zakładach Mięsnych Żerań w Warszawie. Jako pierwsze poddano tu próbom urządzenie firmy Beehive Machinery typu AUX-70 Stinger (USA).

## Metody
Istnieją dwie metody pozyskiwania mięsa oddzielonego za pomocą urządzeń:
- chemiczna (hydroliza i oddziaływanie enzymami),
- mechaniczna (np. skrobanie, ścieranie lub tłoczenie).

Najpopularniejsza jest metoda tłoczenia (gwarantuje odzyskanie 70–80% wkładu), polegająca na przeciskaniu masy (surowej lub obgotowanej) przez cylindrycznie ukształtowane sita (oczko np. 1 mm), w których zatrzymuje się większych rozmiarów frakcja kostna, a miękka masa mięsno-tłuszczowa przechodzi do dalszej obróbki.
Separatory (odkostniarki) są urządzeniami przeznaczonymi do przemysłowej produkcji MOM. Umożliwiają mechaniczne oddzielanie od kości resztek mięsa drobiowego, wieprzowego lub wołowego uprzednio rozdrobnionych na krajarce do kości. Mielone kości, razem z mięsem są przenoszone (wytłaczane) przenośnikiem śrubowym w sita, gdzie dochodzi do separowania frakcji: mięsnej i kostnej.

## Zdrowie
Z uwagi na pozostałości resztek kostnych w masie, MOM może budzić różnorakie zastrzeżenia higieniczne i zdrowotne. Polskie Normy (PN-92/A-86522) określają ilość tych resztek w masie na poziomie 0,5%. Według tych norm, drobiowe mięso oddzielane mechanicznie powinno mieć nie więcej niż 70% wody, 20% tłuszczu i nie mniej niż 12% białka. MOM, z uwagi na proces pozyskiwania, zawiera znacznie więcej tłuszczu niż zwykłe mięso. Jest też znacznie bardziej podatne na utlenianie, co powoduje konieczność stosowania przeciwutleniaczy. MOM przechowywane i przetwarzane w nieodpowiednich warunkach, stanowi potencjalne zagrożenie zdrowotne, dlatego wymagane jest jego szczególne traktowanie podczas całego procesu pozyskiwania i przetwarzania, a także stosowanie wyśrubowanych norm higienicznych, np. schładzanie po jednej godzinie od pozyskania do temperatury 2 °C, a po upływie 12 godzin głębokie zamrażanie (w tej formie może być przechowywane nie dłużej niż 3 miesiące).

## Zastosowanie
MOM nadaje się głównie do produkcji towarów spożywczych na bazie emulsji (najlepsze do tego celu jest mięso z brojlerów). Mięso tego rodzaju stanowi w największej mierze składnik wędlin mieszanych, konserw i garmażerki. Udział MOM nie powinien przekraczać w:
- pulpetach, klopsach, pieczeniach – 20%,
- pasztetach – 40%,
- kiełbasach gruborozdrobnionych – 5%,
- kiełbasach średniorozdrobnionych – 10%,
- kiełbasach drobnorozdrobnionych (np. parówkach) – 15%.

Z uwagi na niską wartość spożywczą mięso oddzielane mechanicznie nie powinno być w zasadzie podawane w dużych ilościach osobom na specjalnych dietach, w wieku podeszłym lub małym dzieciom.